# José Sarney
José Ribamar Elias Nascimento Ferreira de Araújo Costa Sarney (Pinheiro, Maranhão, 24 de abril de 1930), más conocido como José Sarney es un militar y político brasileño, presidente de su país en la segunda mitad de la década de los 80.

## Familia
Hijo del político Sarney de Araújo Costa y de Kiola Ferreira de Araújo Costa, en 1965 adoptó legalmente el nombre de José Sarney de Araújo Costa, el cual ya utilizaba para fines políticos desde 1958, por ser más conocido como Zé do Sarney, es decir, José el hijo de Sarney. 
Casado con Marly Macieira Sarney, tiene tres hijos, Roseana, Fernando y José. La familia controla el conglomerado Sistema Mirante de Comunicação, con tres emisoras y decenas de retransmisoras de televisión de la Rede Mirante (afiliadas a la Rede Globo), seis emisoras de radio (Radio Mirante AM e FM) y el periódico O Estado do Maranhão.

## Biografía
Hizo sus estudios secundarios en el Colégio Marista y en el Liceo Maranhense. Después, estudió en la Facultad de Derecho de Maranhão, donde se graduó en 1953. En este año ingresó en la Academia Maranhense de Letras (academia de escritores del estado). Según el estudioso Maurício Vaitsman, Sarney fue parte de un movimiento literario difundido a través de la revista A Ilha, al lado de los escritores Bandera Tribuzi, Luci Teixeira, Lago Burnet, José Bento, Ferreira Gullar y otros. Fue elegido para la Academia Brasileña de Letras en 1980, ocupando la silla número 38, cuyo patrono es el escritor Tobias Barreto.
Ingresó en la vida pública en la década de 1950. A lo largo de su carrera política, fue elegido diputado y senador en varias ocasiones, además de ser electo como gobernador del estado de Maranhão, entre 1966 y 1971. En las elecciones de 1985 se presentó como candidato a la vicepresidencia de Brasil, acompañando la candidatura de Tancredo Neves pero debido a la muerte de este antes de asumir la presidencia, Sarney se convirtió en Presidente de la República para el período 1985-1990.

## Presidencia (1985-1990)

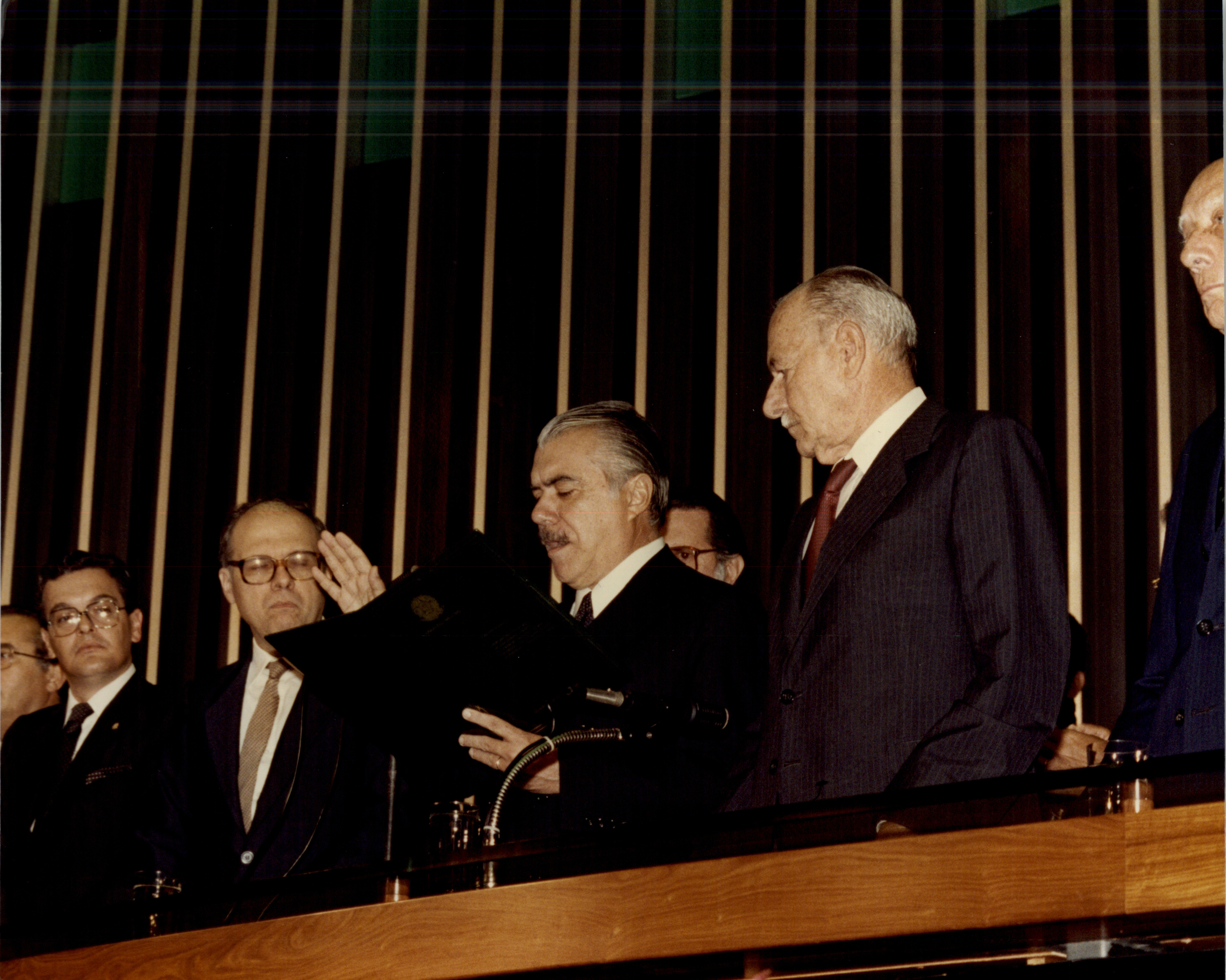
Sarney toma de posesión como vicepresidente del Brasil el 15 de marzo de 1985 como presidente en funciones.

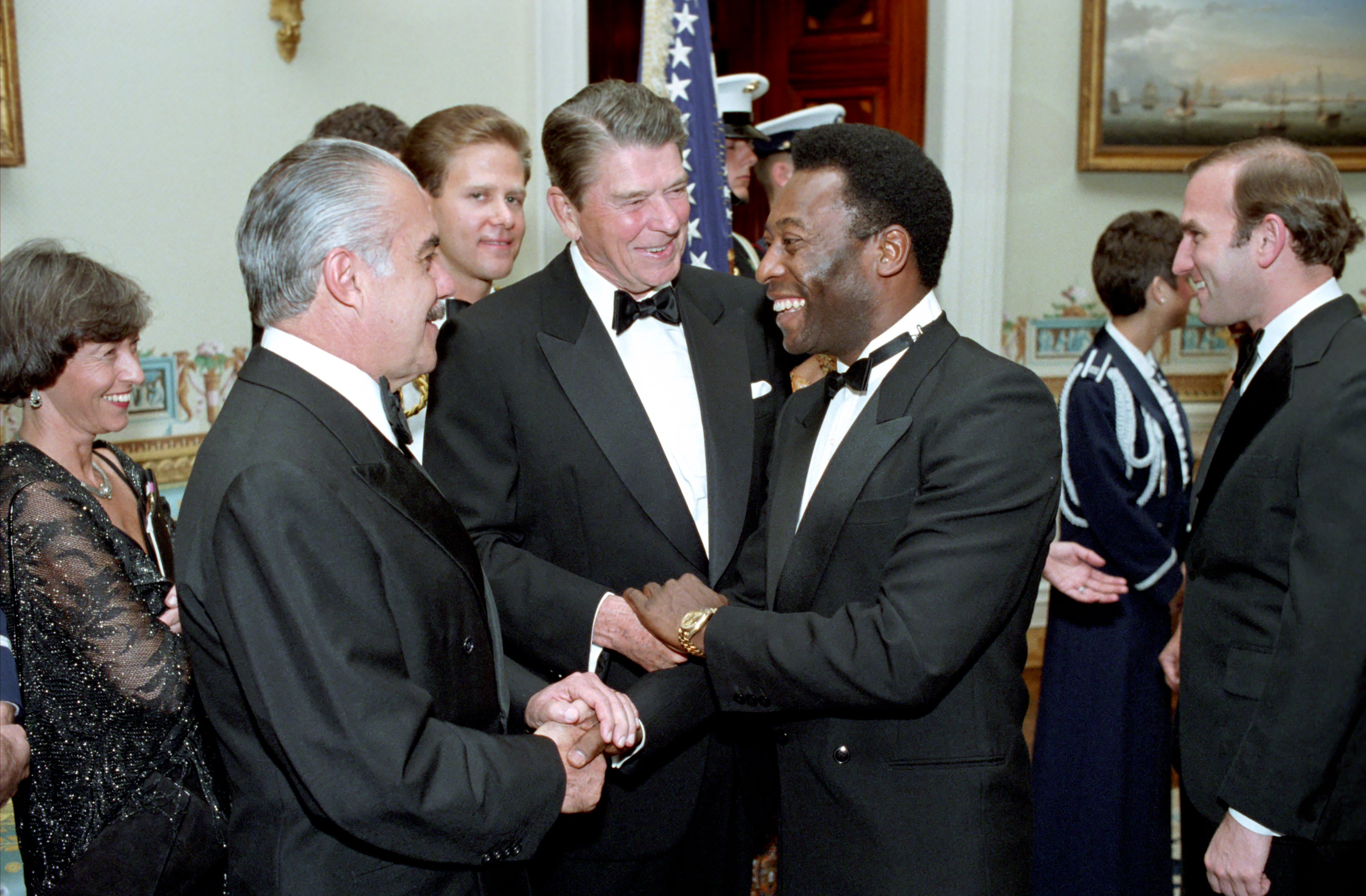
Presidente Sarney con el presidente de EE. UU. Ronald Reagan y el exfutbolista Pelé en una cena estatal en la Casa Blanca en 1986.

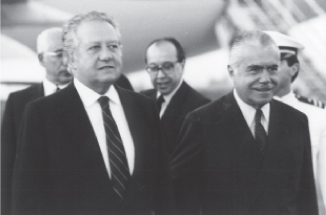
Sarney con su homólogo portugués Mário Soares en 1988.

Sarney, en su calidad de vicepresidente electo, asumió como presidente constitucional después de la enfermedad y muerte de Tancredo Neves, en 1985. Su mandato se caracterizó por la debilidad política de entonces, sin reclamar nuevas elecciones en la recién recuperada democracia brasileña, y sufrió una de las más graves crisis económicas, que evolucionó hacia una hiperinflación.
En la economía, el gobierno de Sarney adoptó una política considerada muy heterodoxa. Entre las medidas más destacadas está el Plan Cruzado desde el 28 de febrero de 1986: este Plan disponía la fijación general de los precios por 12 meses, introducción del cruzado como nueva moneda ante la severa devaluación del cruzeiro, y la adopción del reajuste automático de salarios siempre que la inflación alcanzaba o sobrepasaba el 20% del nivel de precios.
El Plan Cruzado tuvo efecto inmediato en la contención de la inflación y en el aumento del poder adquisitivo de la población, lo que creó un clima de breve euforia en el país. Miles de consumidores, conocidos como los fiscales de Sarney, pasaron a fiscalizar y a denunciar los aumentos de precios en el comercio. Sin embargo, cuatro meses más tarde, surgieron problemas: ocurrió una grave crisis de abastecimiento, las mercancías desaparecieron de los mercados, mientras que los proveedores pasaron a vender por encima del precio fijado para así recuperar sus gastos. 
La inflación volvió a subir pocos meses después, en tanto el control de precios no compensaba el costo de producción de muchos bienes y servicios, particularmente los de empresas que no habían podido calcular ganancias y costos antes del 28 de febrero de 1986. Asimismo, el continuo aumento de sueldos establecido por el gatillo salarial como respuesta al aumento de la inflación estimulaba el consumo en corto plazo, pero el consiguiente crecimiento de la demanda (no correspondido por un equivalente aumento de la oferta) estimulaba nuevamente la inflación en pocos meses; ello formó una carrera donde el aumento de precios terminaba triunfando inevitablemente sobre los aumentos salariales decretados por el gobierno.
Asimismo, el Plan Cruzado no contemplaba una reducción del gasto público, el cual influía en la subida de precios pues los gastos estatales implicaban una fuerte inyección de dinero en la economía de Brasil, estimulando una demanda mayor (insatisfecha por la oferta de bienes y servicios) que también favorecía la inflación. Finalmente, un factor negativo fue que el gobierno mantuvo la fijación de los precios hasta las elecciones legislativas del sábado 15 de noviembre de 1986, intentando extraer dividendos políticos del plan.
La estrategia electoral funcionó: el PMDB (Partido del Movimiento Democrático Brasileño, partido del presidente Sarney), ganó las elecciones para gobernador en casi todos los Estados del país. La economía, sin embargo, se quedó desorganizada, y la inflación se disparó días después de las elecciones. Se lanzó el Plan Cruzado II, sin que la situación mejorara. Ese proceso culminó con el decreto de la moratoria en el pago de la deuda externa que el gobierno brasielño ya no podía seguir abonando, disposición emitida el 20 de enero de 1987, decisión considerada polémica y por la cual Brasil sufrió graves represalias de los mercados financieros internacionales. 
Se planteó entonces lanzar el Plan Bresser en junio de 1987, que intento detener la inflación eliminando subsidios y elevando impuestos (para combatir el creciente déficit estatal), mientras se desarrollaban obras públicas y se eliminaba el gatillo salarial de 1986. No obstante, el Plan Bresser no combatió los rasgos más distinguidos del Plan Cruzado (como el control de precios y el exceso de gasto público) y la inflación continuó subiendo. 
Ante este nuevo fracaso se adoptó el Plan Verano el 16 de enero de 1989, creando una nueva moneda: el cruzado novo, como réplica a la acelerada devaluación del cruzado; el Plan Verano trató de estabilizar la economía recurriendo al reajuste de los depósitos bancarios para evitar el flujo indetenible de dinero devaluado dentro de la economía, proceso que causó pérdidas financieras a muchos ahorristas, sin obtener éxito en el combate a la inflación. Al término del gobierno Sarney, Brasil queda en una crisis de hiperinflación: entre los meses de febrero de 1989 y marzo de 1990, la subida de precios llega al 2751 % anual y al 86 % mensual.
Aparte de la hiperinflación en la economía, el gobierno Sarney fue conocido por su hábil conducción del proceso de democratización del país,a causa de su poca confianza en llamar las urnas y desaparecer definitivamente del escenário político que culminó con la aprobación de la Constitución de 1988 y la realización de las primeras elecciones directas para Presidente de Brasil después de 29 años. También fueron famosas las acusaciones de corrupción en todos los sectores del gobierno: el propio presidente José Sarney fue denunciado, aunque las acusaciones no fueron consideradas por el Congreso Nacional.
La cartera de Hacienda vio desfilar una serie de titulares, debido a lo inestable de la situación: Francisco Dornelles, Dilson Funaro (autor del Plan Cruzado), Luiz Carlos Bresser Pereira, Maílson da Nóbrega. En su gabinete destacaron además João Alves Filho (Interior), Luiz Henrique da Silveira (Ciencia y Tecnología), Celso Furtado (Cultura) y Antônio Carlos Magalhães (Comunicaciones).
José Sarney fue sucedido por Fernando Collor de Mello el 15 de marzo de 1990.

## Tras la presidencia
Después del término de su presidencia, Sarney continuó su trayectoria política como senador por el estado de Amapá, cargo que ha renovado en todas las elecciones siguientes hasta febrero de 2015 cuando su mandato senatorial acabó y se retiró de la vida política tras más de sesenta años, en 1995 fue designado presidente del Senado de Brasil por un lapso de dos años, situación que se ha repetido en los períodos 2003 a 2005 y nuevamente a partir de 2009, cargo que detentó por última vez hasta febrero de 2013.

## Obras (títulos en portugués)
- A pesca do curral (ensayo), 1953
- A canção inicial (poesía), 1954
- Norte das águas (cuentos), 1969
- Marimbondos de fogo (poesía), 1978
- Partidos Políticos (ensayo), 1979
- Dez contos escolhidos, 1985
- Brejal dos Guajas e outras histórias, 1985
- O mundão das águas (novela), 1995
- O dono do mar (novela), 1995
- Saraminda (novela), 2000
- Saudades mortas (poesía), 2002
- Crônicas do Brasil contemporâneo, 2004, 2 vols
- Tempo de pacotilha, 2004